# Adam Gregory (acteur)
Adam Gregory (Cincinnati, 28 december 1987) is een Amerikaans acteur. Nadat hij zijn schooldiploma kreeg in 2006, begon hij zijn carrière in het theater. Hij kreeg bekendheid met de rol van Ty Collins in de tienerserie 90210, die hij sinds 2008 speelt. In 2009 was hij tegenover Miley Cyrus te zien zijn in Hannah Montana: The Movie en Zac Efron in 17 Again. In september 2010 nam hij de rol van Thomas Forrester in The Bold and the Beautiful over van Drew Tyler Bell. Hij speelde deze op contractbasis tot 2013 en verdween dan naar de achtergrond. Hij maakte nog enkele sporadische optredens tot in 2014. In mei 2015 werd bekendgemaakt dat hij niet zou terugkeren om andere acteerprojecten aan te gaan en twee maanden later werd hij vervangen door Pierson Fodé. 